# Sardínia
Sardínia, en grec moderne : Σαρδίνια, est un village du dème d'Amphilochie, district régional d’Étolie-Acarnanie, en Grèce-Occidentale.
Selon le recensement de 2011, la population du village compte 598 habitants.